# Stazione di Dogana
La stazione di Dogana era collocata lungo la ferrovia a scartamento ridotto Rimini-San Marino, a servizio della curazia di Dogana, a San Marino.

## Storia
La stazione fu inaugurata insieme alla linea il 12 giugno 1932 e rimase attiva fino al 12 luglio 1944.
A causa degli ingenti danni provocati dai bombardamenti avvenuti durante la seconda guerra mondiale, né la stazione né la linea stessa vennero più riattivate. Dal 1990 nel fabbricato viaggiatori svolge le sue attività il Clan Alpha del Gruppo San Marino 3 dell'AGECS (Associazione Guide Esploratori Cattolici Sammarinesi).

## Strutture e impianti
La stazione era dotata da un fabbricato viaggiatori e due binari. Ad oggi (2016) rimane solo il fabbricato viaggiatori adibito all'attività di il Clan Alpha del Gruppo San Marino 3 dell'AGECS e sull'ex sedime ferroviario è stato costruito un parcheggio.